# (67) Асия
(67) Асия (лат. Asia) — астероид главного пояса, который принадлежит к светлому спектральному классу S. Он был открыт 17 апреля 1861 года английским астрономом Норманом Погсоном в Мадрасской обсерватории и назван в честь древнегреческой океаниды Асии, дочери Океана и Тефиды.
Название также связано с частью света Азией, поскольку это первый астероид открытый с территории Азии.

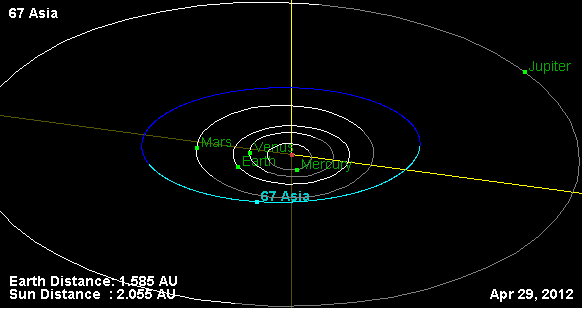
Орбита астероида Асия и его положение в Солнечной системе